# 溫特波特 (緬因州)
溫特波特（英語：Winterport）是一個位於美國緬因州瓦多縣的鎮。

## 人口
根據2020年美國人口普查的數據，溫特波特的面積為95.96平方千米，當中陸地面積為92.00平方千米，而水域面積為3.96平方千米。當地共有人口3817人，而人口密度為每平方千米40人。